# Gabriel Auguste Daubrée
Pour les articles homonymes, voir Daubrée.
Gabriel Auguste Daubrée, né le 25 juin 1814 à Metz et mort le 29 mai 1896 à Paris (7e arrondissement), est un géologue français.
Polytechnicien et membre du Corps des mines, il travaille d'abord dans le Bas-Rhin (1838-1861), puis à Paris (1861-1884). Il est élu à l'Académie des sciences en 1861, après deux échecs.

## Biographie

### Origines familiales et formation
Né à Metz (département de la Moselle), il est le fils de Louis Daubrée et d'Anne Perin.
Il passe le concours d'entrée à l’École Polytechnique en 1832. En 1834, il obtient son diplôme d'ingénieur. Durant son passage par cette école à statut militaire, il obtient le grade de sergent.
Il opte ensuite pour le Corps des mines et entre à l'École des mines de Paris le 15 novembre 1834.
Dans le cadre de ses études, il effectue en 1837 un voyage au Royaume-Uni, dans le sud du Pays de Galles, le nord de l'Angleterre, les Cornouailles et le Devonshire, où il étudie l'emploi de l'anthracite, l'exploitation et le commerce de la houille et les dépôts métallifères.
Il sort diplômé de l'Ecole des mines le 1er août 1838, comme ingénieur de 3e classe.

### 1838-1861: en Alsace
Le 15 mai 1840, il devient ingénieur ordinaire de 2e classe.
Il exerce dans l'arrondissement minéralogique de Strasbourg qui appartient à la division du nord-Est comme membre de la commission de surveillance instituée pour la navigation des bateaux à vapeur pour le département du Bas-Rhin.
Chargé de travailler à l'élaboration de la carte géologique du Bas-Rhin, il effectue des tournées géologiques sur le terrain notamment en 1840 dans le massif des Vosges et en 1841 dans toutes les parties du département.
En 1840, il effectue également, à la demande du ministère des Travaux publics, un voyage d'étude à Berlin (capitale du royaume de Prusse) et dans le royaume de Saxe.
Il est membre de la Société des amis des arts de Strasbourg
En 1842, il devient professeur de minéralogie et de géologie à faculté des sciences de Strasbourg, dont il devient le doyen en 1852.
Le 1er juin 1848, il devient ingénieur ordinaire de 1re classe classe
Au 18 juillet 1855, il est chargé de la direction du service de l'arrondissement minéralogique de Strasbourg.
Au 30 août 1855, il devient ingénieur en chef de 2e classe.
En janvier 1857, il est candidat au siège de Constant Prévost à l'Académie des sciences (section de minéralogie et de géologie), mais est battu par Adolphe d'Archiac,.
En juillet 1857, il est candidat au siège d'Armand Dufrénoy à l'Académie des sciences (section de minéralogie et de géologie), mais de nouveau battu, cette fois par Charles Sainte-Claire Deville
En 1860, l'Académie des sciences lui attribue le prix Bordin, doté d'une somme de deux mille francs.

### 1861-1884: à Paris
En 1861, il devient professeur de géologie au Muséum national d'histoire naturelle de Paris. 
Il est élu le 20 mai 1861 membre de l'Académie des sciences pour la section minéralogieau siège de Louis Cordier.
Le 18 juillet 1861, il est nommé professeur de minéralogie à l'École des mines de Paris en remplacement d'Henri Hureau de Sénarmont.
Le 7 février 1863, il devient ingénieur en chef de 1re classe.
En 1863, il est nommé au sein de la commission des sciences à la commission de cinq membres chargée de décerner le prix Cuvier.
Le 24 février 1867, il devient inspecteur général de 2e classe chargé de la division minéralogique du sud-est.
Dans le cadre de l'organisation de l'exposition universelle de 1867, Auguste Daubrée est rapporteur des classes 13, section 3 (cartes géologiques (2e partie)) et 40 section 1 (substances minérales).
Le 12 juin 1868, en tant qu'inspecteur général des mines, il est chargé de la division minéralogique du Sud-Ouest au lieu de celle du Sud-Est.
Le 14 juin 1872, il accède au rang d'inspecteur général de 1re classe.
Il devient directeur de l’École des mines de Paris en 1872.
Il adhère en 1872 à la Société de géographie dont il assurera la présidence
En 1873, il représente l'Académie des sciences à l'anniversaire de l'Institut impérial des Mines de Saint-Pétersbourg.
Par décision du ministère de l'agriculture et du commerce du 28 octobre 1876, il est désigné comme membre du jury d'admission à l'exposition universelle de 1878 (5e groupe : Industries extractives, produits bruts et ouvrés ; classe 43 : produits de l'exploitation des mines et de la métallurgie).
Le 22 janvier 1877, il fait partie d'une commission chargée d'examiner toutes les questions que doit soulever la question de la participation du ministère des Travaux publics à l'Exposition universelle de 1878.
Auguste Daubrée est membre de la commission crée par la loi du 26 mars 1877 par les ministères de l'instruction publique et des travaux publics pour étudier les moyens propres à prévenir les explosions de grisou dans les mines de houille.
Le 15 juillet 1879, il est nommé membre de la commission supérieure instituée pour l'étude des questions relatives à la mise en communication, par voie ferrée, de l'Algérie et du Sénégal avec l'intérieur du Soudan.
Le 21 novembre 1879, il est nommé par le ministre de l'Instruction publique et des beaux-arts vice-président de la sous-commission chargée de dresser l'inventaire des monuments mégalithiques et des blocs erratiques de la France et de l'Algérie. Cette sous-commission se rattache à la commission des monuments historiques.
Par décret du 23 octobre 1880, il fait partie des membres du corps des mines appelés à faire partie du congrès international des électriciens ouvert à Paris le 25 septembre 1881.
Le 27 avril 1882, il est nommé membre de la commission supérieure chargée de déterminer la suite qu'il convient de donner au projet de mer intérieure dans le sud de l'Algérie et de la Tunisie, présenté par le commandant François Elie Roudaire.
Le 2 janvier 1883, il est appelé à faire partie de la commission chargée de déterminer la part que prendra l'administration des travaux publics à l'exposition ayant pour objet les mines, les arts métallurgiques, la céramique, la cristallerie et les eaux minérales, qui doit s'ouvrir à Madrid le 1er avril 1883.
Il faisait partie du conseil de l'ordre de la Légion d'honneur.

### Retraite (1884-1896)
Il prend sa retraite le 30 mai 1884et est nommé à cette date directeur honoraire de l'École des mines de Paris.
Le 12 mars 1885, malgré son départ en retraite, il est maintenu dans ses fonctions de membre de la commission spéciale de la carte géologique de la France.
En décembre 1893, il est nommé pour trois ans membre du conseil du bureau central météorologique de France.

### Mort et funérailles
Il meurt le 29 mai 1896 d'une pleurésie.

### Domiciles successifs
- Paris (91, rue de Grenelle)[38]
- Paris (254, boulevard Saint-Germain)[39].

## Travaux de recherche

### Géologie
En 1840, au cours de ses tournées minéralogiques, il s'occupe "d'examiner les roches sous le rapport de la nature intime de leurs éléments" (Elie de Beaumont)
Ses premières publications datent de 1841, alors que l'origine de certains minerais d'étain attire son attention. Il travaille ensuite sur la formation de minerais de fer  et sur les détails de la géologie du Bas-Rhin en 1852. De 1857 à 1861,  il effectue une série d'observations intéressantes sur les eaux thermales et leur influence sur la maçonnerie romaine à travers laquelle elles creusent leur chemin.
Il est surtout connu pour ses expériences nombreuses et souvent dangereuses sur la production artificielle de minéraux et de roches. Il contribue aussi à l'étude de la perméabilité des roches et l'effet des infiltrations dans la production de phénomènes volcaniques, du métamorphisme, des déformations de la croûte terrestre, des tremblements de terre ainsi que de la composition et la classification des météorites.
Il s'est aussi beaucoup intéressé à l'énigme des murs ou forts vitrifiés.

### Spéléologie
Les conceptions de Daubrée sous-tendent l'esquisse spéléogénétique d'Édouard-Alfred Martel, selon le témoignage de ce dernier.
En 1892, Daubrée présente à la Société agricole de France une note de Martel sur Une cause de contamination des sources en terrains calcaires.

## Distinctions
En 1849, il est nommé chevalier de la Légion d'honneur
En 1858, il est promu officier de la Légion d'honneur
En 1860, il est fait commandeur de l'ordre de la Couronne de chêne (Pays-Bas)
En 1868, il est fait commandeur de l'ordre de la Rose (Brésil)
En 1868, il est fait commandeur de l'ordre de du Christ (Portugal)
En 1869, il est fait commandeur de la Légion d'honneur
En 1880, la Geological Society of London lui décerne la médaille Wollaston. Il est fait membre étranger de la Royal Society en 1881 pour ses recherches sur la constitution artificielle des matières trouvées dans les aérolithes et dans les bouches volcaniques provenant de l'intérieur de la terre
En 1881, il est fait grand officier de la Légion d'honneur.
En 1882, il reçoit une médaille de bronze dans le cadre de l'exposition internationale de Melbourne (28e section : matériel et procédés du génie civil, des travaux publics, mines, etc.).

## Hommages
En 1878, un buste de de Gabriel Auguste Daubrée a été réalisé par le sculpteur Antoine Etex pour l'Ecole des mines de Paris. 
En 1973, l'Union astronomique internationale a donné le nom de Daubrée à un cratère lunaire.
Un amphithéâtre de l'EOST (École Observatoire des Sciences de la Terre), localisé 1 Rue Blessig à Strasbourg, porte son nom.

## Publications
- Mémoire sur l'emploi de l'anthracite dans les hauts-fourneaux à fer du sud du Pays de Galles (1837)[3]
- Mémoire sur l'exploitation et le commerce de la houille dans le nord de l'Angleterre (1837)[4]
- Mémoire sur la géologie des dépôts métallifères de Cornouailles et du Devonshire (1837)[5]
- Notice sur les rapports de position du granite et du quaderstansteinen Saxe et en Bohême (1840)[43]
- Mémoire sur le gisement, la constitution et l'origine des amas de minerais d'étain (1841)[44]
- Mémoire sur les dépôts métallifères de la Suède et de la Norvège (17 avril 1843)[45]
- Examen de charbons produits par voie ignée à l'époque houillère (1er juillet 1844)[46]
- Observations sur le minerai de fer qui se forme journellement dans les marais et dans les lacs (23 juin 1845)[47]
- Observation sur la haute température observée dans un puits foré à Neuffen (Wurtemberg) (15 décembre 1845)[48]
- Mémoire sur la distribution de l'or dans le lit du Rhin et sur l'extraction de ce métal (extrait) (1er janvier 1846)[49]
- Mémoire sur la distribution de l'or dans le gravier du Rhin et sur l'extraction de ce métal (13 avril 1846)[50]
- Sur le gisement primitif de l'or du Rhin (1er juillet 1846)[51]
- Notice sur le tremblement de terre des bords du Rhin du 29 juillet 1846 (1er janvier 1847)[52]
- Observations sur la quantité de chaleur annuellement employée à évaporer de l'eau à la surface du globe et sur la puissance dynamique des eaux courantes des continents (29 mars 1847)
- Notice sur des inflammations des gaz survenues dans des mines métalliques (extrait par l'auteur) (1er janvier 1848)[53]
- Notice sur le dépôt tertiaire supérieur du Sundgau (Haut-Rhin) et sur la transformation en kaolin des galets feldspathiques de ce dépôt (extrait par l'auteur) (1er janvier 1848)[54]
- De l'existence de couches de transition appartenant à deux systèmes dans les Vosges autour du massif du Champ-du-Feu (1er juillet 1849)[55]
- Recherches sur la production artificielle de quelques espèces minérales, cristallines, particulièrement de l'oxyde d'étain, de l'oxyde de titane et du quartz ; observations sur l'origine des filons titanifères des Alpes (extrait par l'auteur) (1er juillet 1849)[56]
- Carte géologique du département du Bas-Rhin (1849[57] ; 1851)[58]
- Recherches sur la présence de l'arsenic et de l'antimoine dans les combustibles minéraux, dans diverses roches et dans l'eau de la mer (extrait) (1er janvier 1851)[59]
- Description géologique et minéralogique du département du Bas-Rhin, Strasbourg, E. Simon, 1852 (lire en ligne)
- Recherches sur la production artificielle des minéraux de la famille des silicates et des aluminates, par la réaction des vapeurs sur les roches (1er juillet 1854)[60]
- Recherches expérimentales sur le striage des roches dû au phénomène erratique, sur la formation des galets, des sables et du limon, et sur les décompositions chimiques produites par les agents mécaniques (1858)[61]
- Mémoire sur les dépôts minéraux formés par les sources thermales de Plombière avant et pendant la période actuelle. - Première partie : formation contemporaine des zéolithes (extrait) (1er janvier 1858)[62]
- Mémoire sur les dépôts minéraux formés par les sources thermales de Plombière avant et pendant la période actuelle. - Deuxième partie : Relation des sources thermales avec les filons métallifères de la contrée (extrait par l'auteur) (1er janvier 1858)[62]
- Expériences sur la possibilité d'une infiltration capillaire au travers des matières poreuses, malgré une forte contre-pression de vapeur. Applications possibles aux phénomènes géologiques (extrait par l'auteur) (1er janvier 1861)[18]
- Or natif cristallisé de Californie (1862)[63]
- Météorites tombées le 25 août 1865 dans la tribu des Senhadja, cercle d'Aumale, province d'Alger ; fer météoritique signalé à Dellys (1866)[64]
- Expériences synthétiques relatives aux météorites. Rapprochements auxquels ces expériences conduisent, tant pour la formation des corps planétaires que pour celle du globe terrestre (1866)[64]
- La mer et les continents, leur parenté (1867)[65]
- Contribution à l'anatomie des météorites (1867)[66]
- Classification adoptée pour la collection des roches du Muséum d'histoire naturelle de Paris (1867)[67]
- Substances minérales (1868)[68]
- Aperçu historique sur l'exploitation des métaux dans la Gaule : Revue archéologique ou recueil de documents et de mémoires relatifs à l'étude des monuments, à la numismatique et à la philologie de l'antiquité et du moyen âge (1868)
- Expériences sur l'imitation artificielle du platine natif magnétipolaire (1875)[69]
- Formation contemporaine dans la source thermale de Bourbonne-les-Bains (Haute-Marne), de diverses espèces minérales (1875)[69]
- Association dans l'Oural, du platine natif à des roches à base de péridot ; relation d'origine qui unit ce métal avec le fer chromé (1875)[69]
- Alignements réguliers des joints ou diaclases, dans les couches tertiaires des environs de Fontainebleau : leur relation avec certains traits du relief du sol (circa 1876)
- Funérailles de M Becquerel, membre de l'Académie, discours de M Daubrée au nom du Muséum d'histoire naturelle (1878)[70]
- Funérailles de M Belgrand membre de l'Académie, discours de M Daubrée au nom de la section de minéralogie et de géologie (1878)[71]
- Application de la méthode expérimentale à l'étude des déformations et des cassures terrestres (1879)
- Les eaux souterraines aux époques anciennes : rôle qui leur revient dans l'origine et les modifications de la substance de l'écorce terrestre, Paris, Veuve C. Dunod, 1887 (lire en ligne)
- Les eaux souterraines à l'époque actuelle : leur régime, leur température, leur composition, au point de vue du rôle qui leur revient dans l'économie de l'écorce terrestre. Tome 1, Paris, Veuve C. Dunod, 1887 (lire en ligne)
- Les eaux souterraines à l'époque actuelle : leur régime, leur température, leur composition, au point de vue du rôle qui leur revient dans l'économie de l'écorce terrestre. Tome 2, Paris, Veuve C. Dunod, 1887 (lire en ligne)
- Les régions invisibles du globe et des espaces célestes, Paris, Félix Alcan, coll. «Bibliothèque scientifique internationale», 1888
- Application de la méthodes expérimentale au rôle possible des gaz souterrains dans l'histoire des montagnes volcaniques, 1892